# Барвінків
Барві́нків (в минулому — Барвінкова) — село в Україні, у Білоберізькій сільській територіальній громаді Верховинського району Івано-Франківської області.

## Історія
Указом Президії Верховної Ради УРСР 23 жовтня 1940 р. Барвінківська сільська рада передана з Жаб'євського району до Кутського району.
Старожили села Барвінків розповідають, що у 1950 році всіх мешканців села було примусово переселено у село Забужжя Сокальського району Львівської області. Натомість жителів Сокальщини силоміць переселили до тогочасної Польщі в зв'язку з повоєнним переділом земель. Переселенці з Прикарпаття розповідають, що у хатах, куди їх переселили, були сліди крові та насильства, а в криницях знаходили тіла людей.
Івано-Франківська обласна Рада народних депутатів рішенням від 14 червня 1994 року передала село Барвінків з Білоберізької сільради до Хороцівської.
24 серпня 1991 року село в складі незалежної України.
2 жовтня 2015 року шляхом об'єднання Білоберізької, Устеріківської та Хороцівської сільських рад село увійшло до Білоберізької сільської громади.
12 червня 2020 року, відповідно до Розпорядження Кабінету Міністрів України  № 714-р «Про визначення адміністративних центрів та затвердження територій територіальних громад Івано-Франківської області», увійшло до складу Білоберізької сільської громади.
19 липня 2020 року, в результаті адміністративно-територіальної реформи та ліквідації Верховинського району, село увійшло до складу новоутвореного Верховинського району.

## Населення
Згідно з переписом УРСР 1989 року чисельність наявного населення села становила 267 осіб, з яких 128 чоловіків та 139 жінок.
За переписом населення України 2001 року в селі мешкала 291 особа.

### Мова
Розподіл населення за рідною мовою за даними перепису 2001 року:
| Мова       | Відсоток |
| ---------- | -------- |
| українська | 99,66 %  |
| молдовська | 0,34 %   |

## Церква
- Церква Святого Миколая належить до ПЦУ. Настоятель — протоієрей Юрій Шкіндюк.